# Lamacoscylus bivittatus
Lamacoscylus bivittatus är en skalbaggsart som först beskrevs av Charles Joseph Gahan 1892.  Lamacoscylus bivittatus ingår i släktet Lamacoscylus och familjen långhorningar. Inga underarter finns listade i Catalogue of Life.